# Geschichte von Clearwater

## Die Anfänge
Die Geschichte von Clearwater beginnt mit der Besiedlung der Gegend durch die Timucua-, Calusa- und Apalachee-Indianer. Sie besiedelten die Gegend wahrscheinlich seit vielen Jahrhunderten. Es war ein Gebiet mit reichen Fischgründen und genügend Wild im Landesinnern.
Am Karfreitag, den 15. April 1528 landete der spanische Conquistador Pánfilo de Narváez mit einer 400 Mann starken Armee bei Cacique Ucita, einem Dorf der Timucuan-Indianer, an der Spitze der Clearwater Bay. Von dort zog er nach Norden und in die Sümpfe. Narváez’ Expedition scheiterte, und nur wenige kehrten zurück.
1539 organisierte Hernando de Soto eine weitere Entdeckungsreise nach Florida. Bei der ersten Gelegenheit schloss sich ihm Juan Ortiz, ein Überlebender der Narváez-Expedition, an. Er war mit drei weiteren Männern nahe der Tampa Bay gefangen worden. Seine Kenntnisse des Landes und der Timucuan-Sprache waren von Vorteil. (Ungefähr 8 km westlich von Bradenton wurde ein Denkmal für de Soto erstellt, im Gedenken seiner Landung am 25. Mai 1539 und den Beginn seiner Landung und Wanderung). Die Entdeckungsreise von de Soto, mit fast 1.000 Männern, führte ihn auf nach Norden und Westen. De Soto starb in der Nähe des Mississippi River an Fieber und Erschöpfung. Nur 311 Männer schafften die Strecke nach Mexiko. Im Jahre 1543 kamen sie dort an.
Ein weiterer Eroberer, der spanische Kapitän Pedro Menéndez de Avilés landete 1565 an den Felsen von Plymouth. Er ließ einige Soldaten und 10 Jesuiten-Missionare zurück, um ein Fort und eine Mission zu bauen. Später entstand daraus St. Augustine. Er selbst marschierte mit dem Rest seiner Männer quer durch Florida, um einen Wasserweg zum Atlantischen Ozean zu finden. Die zurückgebliebenen Soldaten und Missionare waren auf sich allein gestellt und es kam zu einer Eskalation mit den Indianern. Häuptling Tocobaga und sein Stamm, die Timucuan-Indianer, weigerten sich, die Spanier mit Lebensmittel zu versorgen. Neun Monate später fand ein folgender Nachschub-Trupp das verbrannte Fort und die getöteten Soldaten. Daraufhin zerstörten die Spanier das Dorf von Häuptling Tocobaga und brannten es nieder.
Danach herrschte in dem Gebiet für die nächsten 250 Jahre Frieden, bevor die weißen Eroberer zurückkehrten, um Florida in das Territorium der USA aufzunehmen und die spanische und britische Kolonialherrschaft abzulösen. Vor dieser Zeit hatte sich aber schon der Stamm der Seminolen hier niedergelassen. Diese waren von South-Carolina und Georgia nach Süden gewandert. Die ersten Einwanderer waren Fischer und Farmer, die versuchten, Zitrusbäume zu pflanzen, wurden aber von den Seminolen vertrieben. Der erste weiße Kolonist, der den Indianern trotzte, war ein Freund von Napoléon Bonaparte, Odet Philippe. Ein Chirurg und zuvor in der Marine des Kaisers. Piraten hatten die Tampa Bay dazu benutzt, Schiffe durch falsche Signale an den Strand zu locken. Auch Odet Philippe kam so 1830 in dieses Land. Um 1835 baute er seine eigene Plantage auf. Er nannte sie „Saint Helena Plantation“ und lebte dort bis zu seinem Tod 1869. Von Odet Philippe behauptet man, dass er der erste Farmer war, der die Zitrusbäume „in Reih' und Glied“ pflanzte. Auch war er wahrscheinlich derjenige, der die Grapefruit in den Vereinigten Staaten einführte.
Während des Siebenjährigen Krieges gegen die Seminolen, der bis 1842 dauerte, wurden diese versprengt und immer weiter in die Sümpfe verdrängt. Einige von ihnen wanderten auch weiter in Richtung Westen. Um einen weiteren Krieg zu verhindern und trotzdem Florida in Besitz nehmen zu können, erließ der Kongress ein neues Gesetz: Jedem Mann, der über 18 Jahre alt war, eine Waffe besaß und fünf Jahre lang mindestens 5 Acres bewirtschaftete, schenkte die Regierung 160 Acres. 52 Ranches, Farmen und Plantagen entstanden so in den nächsten 18 Jahren auf der Pinellas-Halbinsel. Vor diesem Zeitpunkt war Clearwater ein Lazarett und Reha-Zentrum für die Soldaten der umliegenden Forts, die im Seminolenkrieg verwundet worden waren.
Captain James Parramore McMullen (1823–1895), der älteste von sieben Brüdern, siedelte hier 1850. Er baute sein Blockhaus im Osten der kleinen Gemeinde, das auch heute noch im Heritage Park in Largo zu bewundern ist. Seine Brüder ließen sich in verschiedenen Teilen des Pinellas County nieder. Für die folgenden Jahre beeinflussten sie wesentlich Politik, Gesetz, Landwirtschaft und Technik. (Unter den heute im County lebenden Einwohnern können noch viele ihre Wurzeln bis zu den McMullen-Brüdern zurückverfolgen). Clearwaters Küstennähe und der natürliche Hafen für Boote waren für die Stadt von Vorteil gegenüber den schlechten Straßen für Pferdefuhrwerke und Postkutschen. Über das Meer oder die Küste entlang konnten schneller mehr Waren transportiert werden, als auf dem Land. Den Pionier-Sagen zufolge konnten die Männer bei Ebbe die Fische einfach am Strand aufsammeln, und die Jagd in den Kiefer- und Eichenwäldern der Umgebung sei immer von Erfolg gekrönt gewesen. Der für die Landwirtschaft ausgezeichnet geeignete Boden tat sein Übriges.
Während die einen Bauern Getreide, Baumwolle und Süßkartoffeln anbauten, züchteten andere Schweine, Geflügel, Ziegen und Schafe. Die meisten Farmen waren klein und unabhängig. Kurz vor dem Bürgerkrieg begann auch die Plantagenwirtschaft. Das Leben war eher als gemächlich zu bezeichnen und wichtige Fortschritte kamen nur langsam. Erst 1849 wurde die Straße nach Tampa genehmigt und gebaut. 1850 wurde auch die erste Poststelle erbaut, an der heutigen Turner Street im Westen der Stadt. 1850 gab es auf der Pinellas-Halbinsel 35 Familien mit insgesamt 178 Menschen. 1860 waren es schon 82 Familien mit 381 Menschen. Das gemächliche Leben in Clearwater wurde erst gestört, als der Bürgerkrieg, Norden gegen Süden, ausbrach.

## Der Bürgerkrieg und die Zeit danach
Als 1861 der Bürgerkrieg ausbrach, änderte sich das Leben und die Zukunft von Clearwater von Grund auf. Fast jeder junge Mann befolgte den Aufruf der Armee und meldete sich zum Dienst. Die McMullens organisierten eine eigene militärische Einheit, die sie die „Home Guards“ nannten. Ihnen schlossen sich die meisten Männer Clearwaters und der abgelegenen Farmen an. Die „Home Guards“ schlossen sich anderen militärischen Einheiten an um auf den Schlachtfeldern nördlich Floridas zu kämpfen. Die zurückbleibenden Frauen und Kinder mussten sich selbst versorgen. Die Nahrungsmittel wurden knapp und Hunger und Not breiteten sich aus. Der ehemals auf Wochen geplante Kampf weitete sich zu einem jahrelangen Gemetzel aus. Nach Kriegsbeginn wurde die Poststation in Clearwater geschlossen und nach Belleaire verlegt. Erst 1865 bekam die Stadt wieder eine eigene Poststation.

## Ein neuer Anfang
Nach dem Bürgerkrieg begann für Clearwater eine Periode des Wachstums. Die Volkszählung 1870 ergab bereits 164 Familien auf der Halbinsel und eine Totalbevölkerung von 781 Menschen. Die am stärksten vertretenen Familien waren weiterhin die „Whitehursts“ mit 42 Familienmitgliedern und die „McMullens“ mit 37 Familienmitgliedern. 1873 kam der New Yorker C. S. Reynolds nach Clearwater und brachte die erste Zeitung, die Clearwater Times, heraus. Reynolds war ein „alter Hase“ im Zeitungsgeschäft. Er hatte bereits 1854 im „Tampa Herold“ angefangen und arbeitete mit mehreren anderen Zeitungen in Florida zusammen. Es war eine friedliche Zeit des langsamen Wachstums. Die ersten Orangenbäume und Baumwolle wurden wieder gepflanzt. In den 5 Jahren davor hatte es nur einen Gerichtsfall gegeben, bei dem eine Jury zusammentreten musste.

## Der erste Tourismus
Unter Tourismus im heutigen Sinn konnte man sich damals nichts vorstellen, als M. C. Dwight 1880 nach Florida kam und in Clearwater das erste Hotel, das „Orange View“ baute. Es wurde gleich neben der Presbyterianischen Friedensgedächtniskirche erbaut. Mit diesem Gebäude begannen die ersten Besucher, der erste Tourismus, nach Clearwater zu kommen. 1885 berichtete ein Arzt aus Baltimore, Dr. Van Bibber, in einer medizinischen Zeitschrift darüber, dass Clearwater der gesündeste Punkt der Erde war. Aufgrund dieser unerwarteten Hilfe musste ein zweites Hotel erbaut werden. Russlands berühmter Bildhauer Theodore Kamensky baute das „Sea View Hotel“ an der Stelle, die heute das Stadtzentrum von Clearwater darstellt. Den nächsten Wachstumsschub erfuhr die Stadt durch den Bau der Eisenbahn. Dem russischen Einwanderer Peter A. Demens ist es zu verdanken, dass die Eisenbahn durch die ganze Halbinsel bis nach Saint Petersburg verlegt werden sollten. Durch Geldmangel wurde nach einer Notlösung gesucht und die Gleise endeten erst einmal in Clearwater. Bis nach Saint Petersburg wurden sie erst verlegt, als General John C. Williams einen Teil seines Landes tauschte, um die Schienen legen zu lassen. Der erste Zug der Orange Belt Railroad kam am 14. Juni 1888 an. Somit hatte die Halbinsel und Clearwater eine gute Verbindung auf dem Landweg zur Außenwelt.
Mit der Ankunft des Tourismus, der ersten Hotels und der Eisenbahn, war es mit der Ruhe und Verschlafenheit des Ortes vorbei.

## Eine Stadt entwickelt sich
In den Jahren 1890 und 1891 bekam Clearwater immer mehr Züge einer organisierten Stadt. So wurde sie im selben Jahr noch als Gemeinde aufgenommen und der Schullehrer James E. Crane wurde der erste Bürgermeister. Der erste städtische Angestellte von Clearwater war Thomas J. Sheridan. 1895 rühmte sich Clearwater damit, 2 gepflasterte Straßen zu besitzen: Die „Cleveland Street“ vom Hafen bis zum Bahnhof der Orange Belt Railroad und die „Fort Harrison Avenue“ vom Stadtrand bis zur Methodistenkirche. Die Stadt vergrößerte sich weiter und kleinere umliegende Ortschaften wurden integriert. Der wirtschaftlich Aufschwung endete allerdings im Winter 1894/95, als ein bis dahin unbekannter Kälteeinbruch und anschließende Stürme alle Orangenbäume und Baumwollplantagen sowie die Wälder in der Umgebung zerstörte. Viele Bauern verloren ihren kompletten Besitz. Etwa 50 km entfernt, in Tampa, war von dem Kälteeinbruch und den Stürmen fast nichts zu spüren gewesen. So schrieb im folgenden Jahr die Zeitung Tampa Morning Tribune in Unkenntnis der Lage vor Ort: „...die Kältewelle an der Westküste hat nur vereinzelt einige alte Bäume beschädigt.“
1900 baute J. N. McClung die erste Eisfabrik in Clearwater, die gefrorenes Wasser zur Kühlung von Lebensmitteln anbot. Ebenso baute er die erste Wasserleitung zur Versorgung der Haushalte von seiner Eisfabrik bis zur Ecke Cleveland Street und Fort Harrison Avenue. Das System wurde weiter ausgebaut und 1910 von der Stadt aufgekauft.
Um noch mehr Menschen zur Bucht von Clearwater anzuziehen, wurden 1902 ein Pavillon und ein Erholungssteg, der auch als Anlegestelle für kleinere Boote diente, gebaut. Das Jahr 1900 ist auch das Jahr der ersten Telekommunikation in Clearwater. John R. Davey ließ die erste Telefonleitung zwischen seiner Orangen-Plantage Nähe Safety Harbor und Coachman's Store im Zentrum der Stadt, verlegen. Eine Fernsprechvermittlungsstelle, damit auch andere Einwohner telefonieren konnten, wurde 1903 eingerichtet. Die erste Vermittlungsstelle wurde im Wohnhaus von L. N. Fowler eingerichtet, mit Frau Fowler als erste Telefonistin.
Derselbe Mann, der Eis und Wasser in die Stadt gebracht hatte, nämlich J. N. McClung, versorgte die Stadt 1905, als er eine Lizenz für elektrisches Licht erhalten hatte, die ganze Stadt damit und legte damit den Grundstein für seine Feldgling Electric Company. 1895 wurde die lokale Eisenbahnlinie Orange Belt Railroad von der größeren Plant System übernommen, deren Besitzer Henry Bradley Plant war. Er hatte seine Linie von Zentral-Florida bis Tampa gebaut, ebenso das Tampa Bay Hotel, welches 1891 seine Toren öffnete. Plant war ein Pionier der Eisenbahn und hatte sehr viel zur Entwicklung Zentral- und West-Floridas beigetragen. Plant baute auch das sagenhafte Belleview Biltmore Hotel. Seine Agenten erforschten die komplette Westküste Floridas auf der Suche nach dem idealen Platz für sein Luxusobjekt. Schließlich stellten sie fest, dass das obere Pinellas County einige Tage mehr Sonne hatte, als der Rest der Küste. Am 15. Januar 1897 öffneten die Türen des Belleview Biltmore für die wohlhabenden Urlauber aus aller Welt. Das Hotel wurde ein Mekka für Eisenbahnriesen, Stahlmagnaten, Industriebarone und Prominente und ist heute noch als die größte Holzkonstruktion der Welt in Gebrauch.
Schon früh ließ man einen kreisförmigen asphaltierten Fahrradweg um das Hotel herum bauen, auf dem internationale Meisterschaften abgehalten wurden. 1926, durch den Anbau eines Süd- und Ostflügels, hatte das Dach die Ausmaße von 2,5 Acres und die Gänge eine Gesamtlänge von 3 km. Untergebracht waren 285 Zimmer und 17 Suiten.
Am frühen Morgen des 24. Juni 1910 schlug erneut eine Katastrophe zu. Die Einwohner wurden von einem Feuer aus dem Schlaf gerissen, das nördlich der Cleveland Street, zwischen der Fort Harrison Avenue und der Osceola Avenue, ausgebrochen war. Das Große Feuer von 1910, wie es später genannt wurde, vernichtete alle Holzkonstruktionen eines kompletten Straßenzuges trotz mutiger Anstrengungen der Bürger und ihrer Wasser-Eimer-Brigade. Das Feuer führte 1911 zur Bildung der ersten Feuerwehr, deren Chef Ora S. Hart wurde. Die notwendige Ausrüstung wurde allerdings erst 1914 angeschafft.

## Clearwater wird Kreisstadt
Bis 1911 war die Pinellas-Halbinsel ein Teil des Hillsborough County. Schon seit 1886 drängte die Bevölkerung auf ein eigenes County, da sie die Besteuerung für ungerecht hielten. Am 23. Mai 1911 war es dann soweit. Das Pinellas County wurde gegründet. Die Beamte des Countys starteten die neue County-Regierung am 1. Januar 1912 in angemieteten Räumen in Clearwater. In einer Abstimmung wurde Clearwater vor Saint Petersburg, mit 3 zu 2 Stimmen, als neue Kreisstadt bestimmt. Innerhalb von 30 Tagen wurde das neue Gerichtsgebäude für 3.750 USD erstellt. Im selben Jahr stieg die Einwohnerzahl in Clearwater auf 1.500. Im selben Jahr wurde das erste 24-Stunden-Restaurant eröffnet und die South Ward School gegründet. Sie ist heute Amerikas älteste öffentliche Schule, die ununterbrochen im selben Gebäude untergebracht war. 1915 wurde das erste Krankenhaus in Clearwater gebaut, mit 21 Betten. Dieses kleine Krankenhaus wurde mehrfach erweitert und umgebaut. Heute ist es eines der größten Zentren an der Sonnenküste.
Als die Stadt immer größer wurde, bot die Carnegie Stiftung 10.000 USD zum Bau einer öffentlichen Bibliothek an. Das Land, das dazu ausgewählt wurde, ist das Grundstück der heutigen Haupt-Bibliothek. 1916 wurde eine 3 km lange Holzbrücke zwischen der Seminole Street am Westende der Stadt und Clearwater Island, heute Clearwater Beach, gebaut. Im nächsten Jahr, als die USA Deutschland den Krieg erklärten, bildeten die Bürger Clearwaters eine eigene Kampfeinheit, die Company D. Sie zogen mit den Worten von Präsident Woodrow Wilson in den Krieg: „… macht die Welt sicher für die Demokratie“.
Nach dem Ersten Weltkrieg kehrte über das Gebiet um Clearwater und der Tampa Bay der Immobilien-Boom zurück. Die Hotels waren voll von Spekulanten und manch einer machte ein Vermögen binnen einer Nacht. Der Boom brachte auch wichtige Entwicklungen nach Clearwater. So wurden alle Straßen gepflastert, Gehsteige angelegt und die alte Holzbrücke nach Clearwater Beach musste der Memorial Gardens Causeway weichen. Die Zukunft sah rosig aus – bis zur nächsten Katastrophe.
Die nächste Katastrophe kam 1921 in Form eines Orkans, der in der westlichen Karibik entstanden war. Er kam mit etwa 160 km/h und drei Meter hohen Wellen. Die Plantagen der Umgebung, die nicht im Landesinneren lagen, wurden vernichtet, ebenso viele Holzhäuser, Brücken, Telegrafenmasten usw.

## Neuaufbau
Die Katastrophe von 1921 hatte im Nachhinein auch ihre guten Seiten: Das Stadtbild änderte sich. Beschädigte Gebäude, meist aus Holz, wurden abgerissen und durch neue Stein-Gebäude ersetzt. Im Jahre 1923 wurden 2,8 Millionen Dollar für Brücken und Straßen ausgegeben. Von 1924 bis 1926 wurden zwölf neue Brücken im Stadtgebiet gebaut und der Immobilienboom kam 1926 verstärkt zurück. Neue Hotels und die ersten Wolkenkratzer wurden gebaut. Der Wintertourismus brach sich Bahn und alle Zimmer waren auf lange Zeit ausgebucht. Clearwater erreichte 1927 landesweite Aufmerksamkeit durch den Bau des Millionen Dollar Damms. Er sollte die mittlerweile durch Salzwasser und Sonne in Mitleidenschaft gezogene alte Brücke von der Cleveland Street bis Clearwater Beach ersetzen.
Der Sunset Hills Country Club bei Tarpon Springs war einer der bekanntesten Golfplätze im Westen Floridas zu dieser Zeit. 1927 war der Boom zu Ende und die Depression war in Sicht.

## Depression
Am 29. Oktober 1929 brach die Aktienbörse zusammen und beendete über Nacht den Bau-Boom in Clearwater, wie auch in allen anderen Städten Floridas. Die Bau-Branche brach zusammen und die Arbeiter und Handwerker verließen das Gebiet auf der Suche nach Arbeit. Die nationalen Verluste im ersten Monat beliefen sich auf rund 16 Milliarden US-Dollar. Auch für Clearwater waren diese Zeiten schwierig.
Die ersten Projekte, wie der Bau eines neuen Krankenhauses sowie der Bau eines Verwaltungszentrums für Veteranen, wurden aus Bundesmitteln finanziert. Ein weiterer Plan war, den Davis-Damm weiter auszubauen, um für kommende Besucher mehr Strandfläche anbieten zu können, sowie das Befahren des Damms und den Besuch am Strand kostenpflichtig zu machen.
Im Jahre 1933 reisten Präsident Franklin D. Roosevelt und der Postminister James A. Farley persönlich nach Clearwater um der Galaeröffnung der neuen Post beizuwohnen. Trotz der schwierigen Zeiten wuchs die Einwohnerzahl der Stadt unaufhörlich. Auch die Gäste, die „Snowbirds“, kamen bald wieder zurück. Das sonnige warme Klima und die großen Strände hatten es ihnen angetan. Im Jahre 1934 wurde der Carlouel Yacht Club am Nordende von Clearwater Beach eröffnet.
Im Lauf der relativ mageren Jahre behielt Clearwater seinen Charme aufrecht. Clearwater Beach inszenierte noch immer seine Schönheitswettbewerbe, betrieb weiterhin den alten Palm Pavillon und hatte jede Menge Gäste zur jährlichen Regatta.

## Zweiter Weltkrieg
Bedingt durch das drohende Ausbrechen des Krieges änderten viele Amerikaner ihre Urlaubspläne. Anstatt nach Europa zu fahren, verbrachten sie ihre Ferien lieber in Florida. Ab 1941 wurde das Benzin rationiert und manche andere Materialien wurden knapp. Bei Eintritt der USA in den Zweiten Weltkrieg meldeten sich rund 1300 junge Männer im Alter zwischen 21 und 35 Jahren freiwillig zum Dienst in der Armee. Nach dem Angriff auf Pearl Harbor war auch Clearwater im Kriegszustand. Wasser- und Elektrizitätswerke wurden bewacht, Ausländer, vor allem Deutsche und Japaner, mussten sich täglich bei der Polizei melden, die Bevölkerung wurde aufgefordert verdächtige Personen sofort zu melden. Auswärts gehende Briefe wurden der Zensur unterworfen. Die Bürger wurden aufgefordert öffentliche Plätze abends zu meiden und die Stadt wurde täglich verdunkelt.
Anfang 1942 übernahm die Armee das Belleview Biltmore Hotel. Das ganze luxuriöse Mobiliar wurde entfernt und das Hotel wurde olivgrün/braun angestrichen. Bis zu 3000 Soldaten wurden darin einquartiert. Auch jedes andere Hotel in der Stadt und Umgebung wurde als Truppen-Quartier benutzt.